# Société Générale
Société Générale jedna je od glavnih francuskih banaka i jedna od najstarijih. To je jedan od tri stupa francuske ne-uzajamne bankarske industrije (koja se naziva i "Les Trois Vieilles") s LCL i BNP Paribas.
Grupa Société Générale broji 133.000 zaposlenika, pripadnika 137 nacionalnosti, prisutnih u 61 zemlji.

## Vanjske poveznice
- Société Générale